# Nebbia

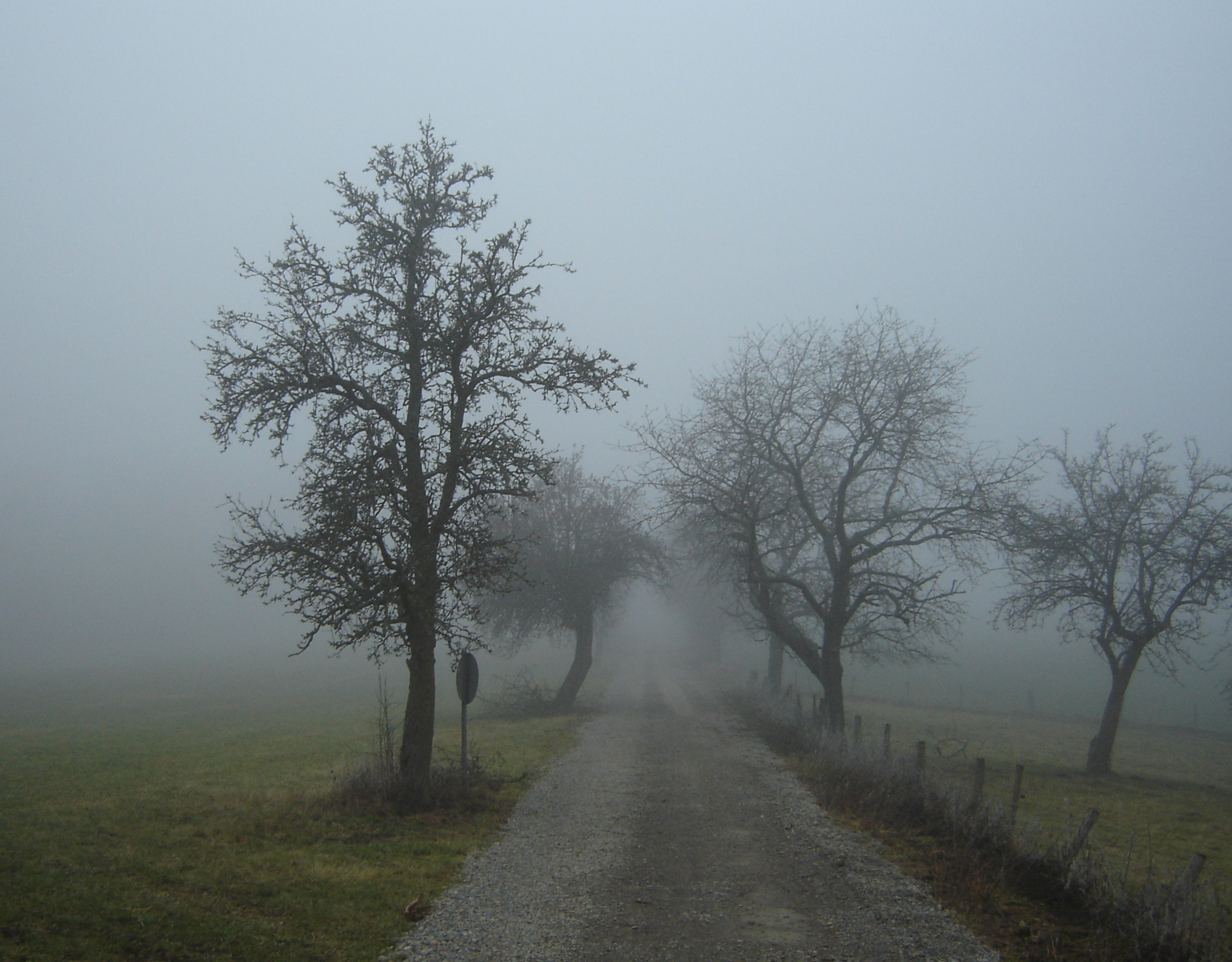
Nebbia

La nebbia è il fenomeno meteorologico per il quale il vapore acqueo contenuto in una massa d'aria, raggiunta la saturazione, inizia a condensare nella parte in eccesso, dando origine a minutissime goccioline di acqua liquida o cristalli di ghiaccio sospesi in aria. A causa della diffusione della luce solare da parte dell'acqua in sospensione, la nebbia si manifesta come un alone biancastro che limita la visibilità degli oggetti: secondo l'Organizzazione meteorologica mondiale, l'espressione nebbia (indicata FG, dall'inglese fog) si applica quando la visibilità è inferiore ai 1000 metri. Per visibilità da 1000 a 5000 metri si usa il termine foschia (indicata BR, dal francese brume).

## Descrizione

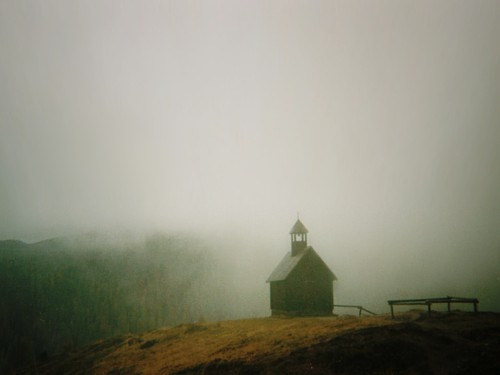
Nebbia in montagna

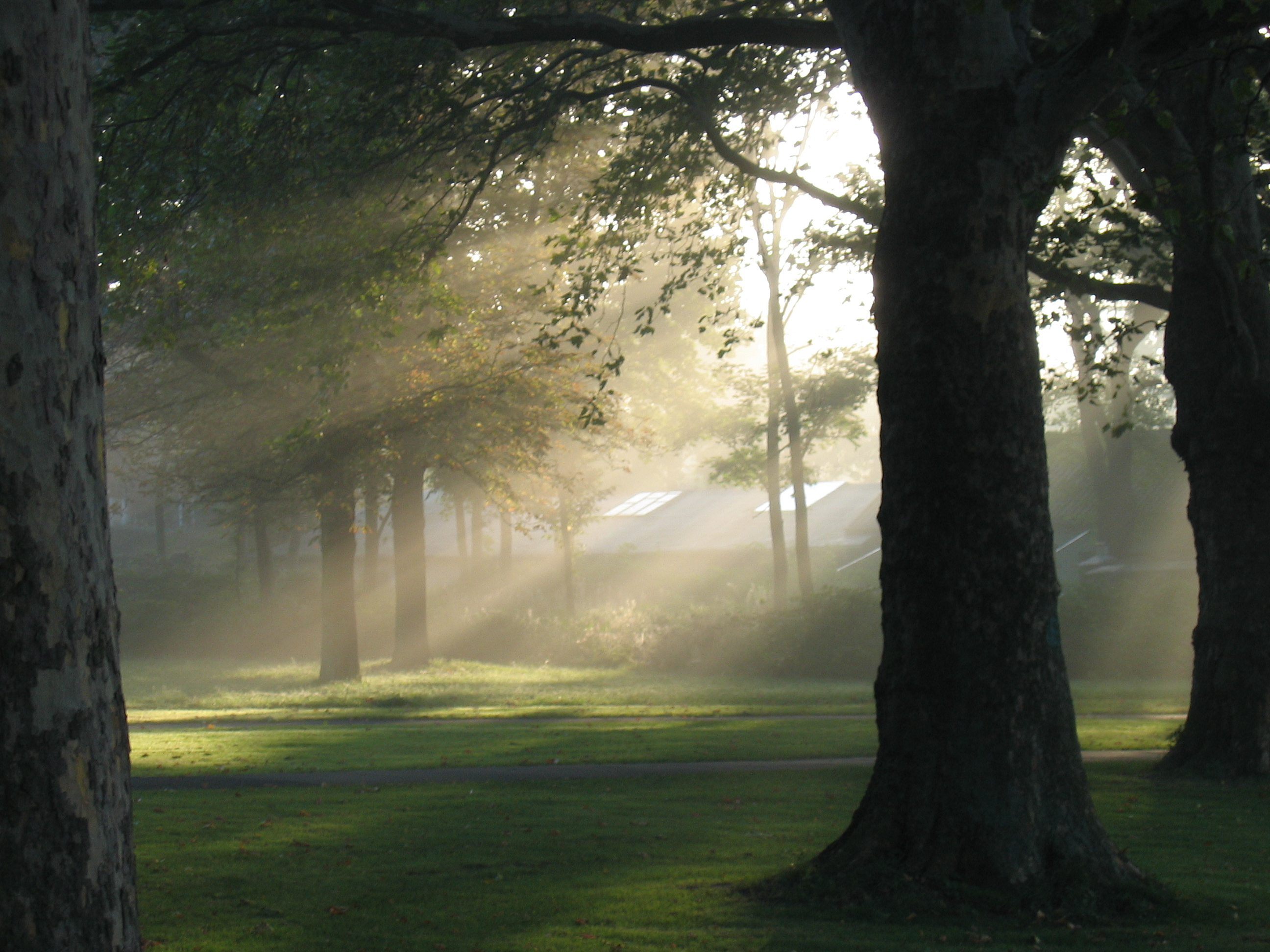
I raggi del sole attraverso la nebbia

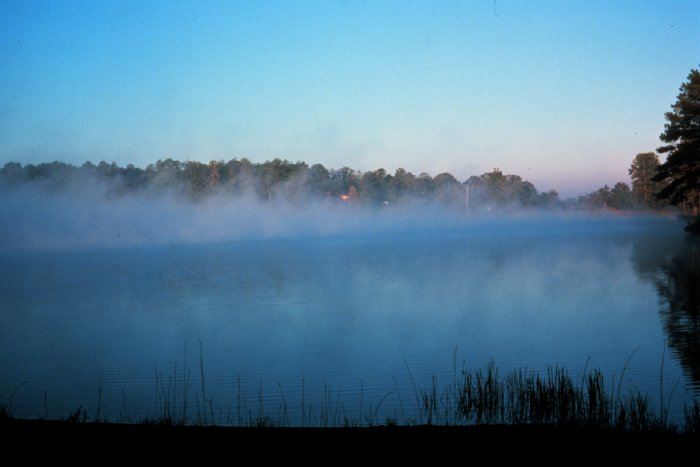
La nebbia mattutina

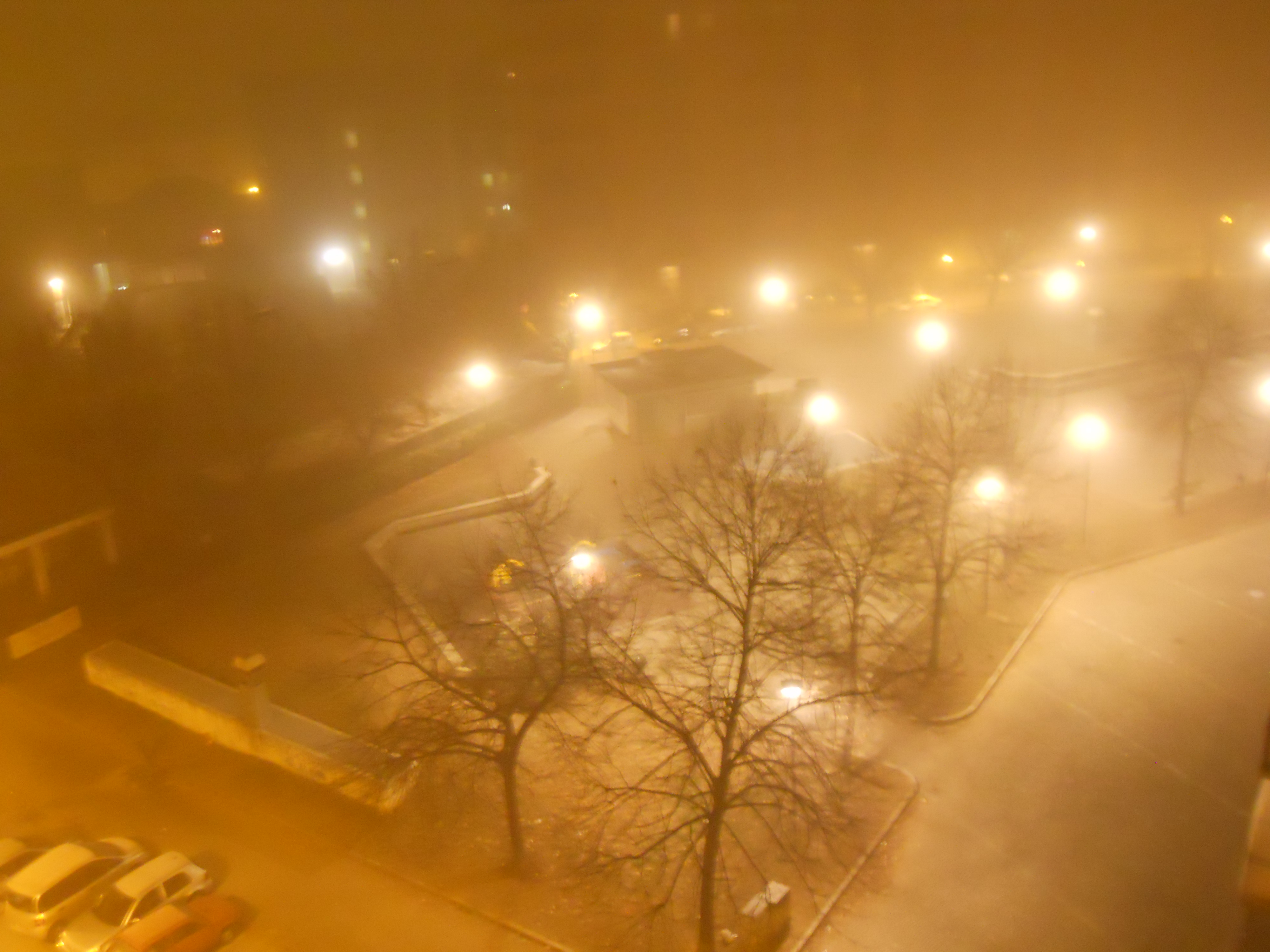
Nebbia a Torino

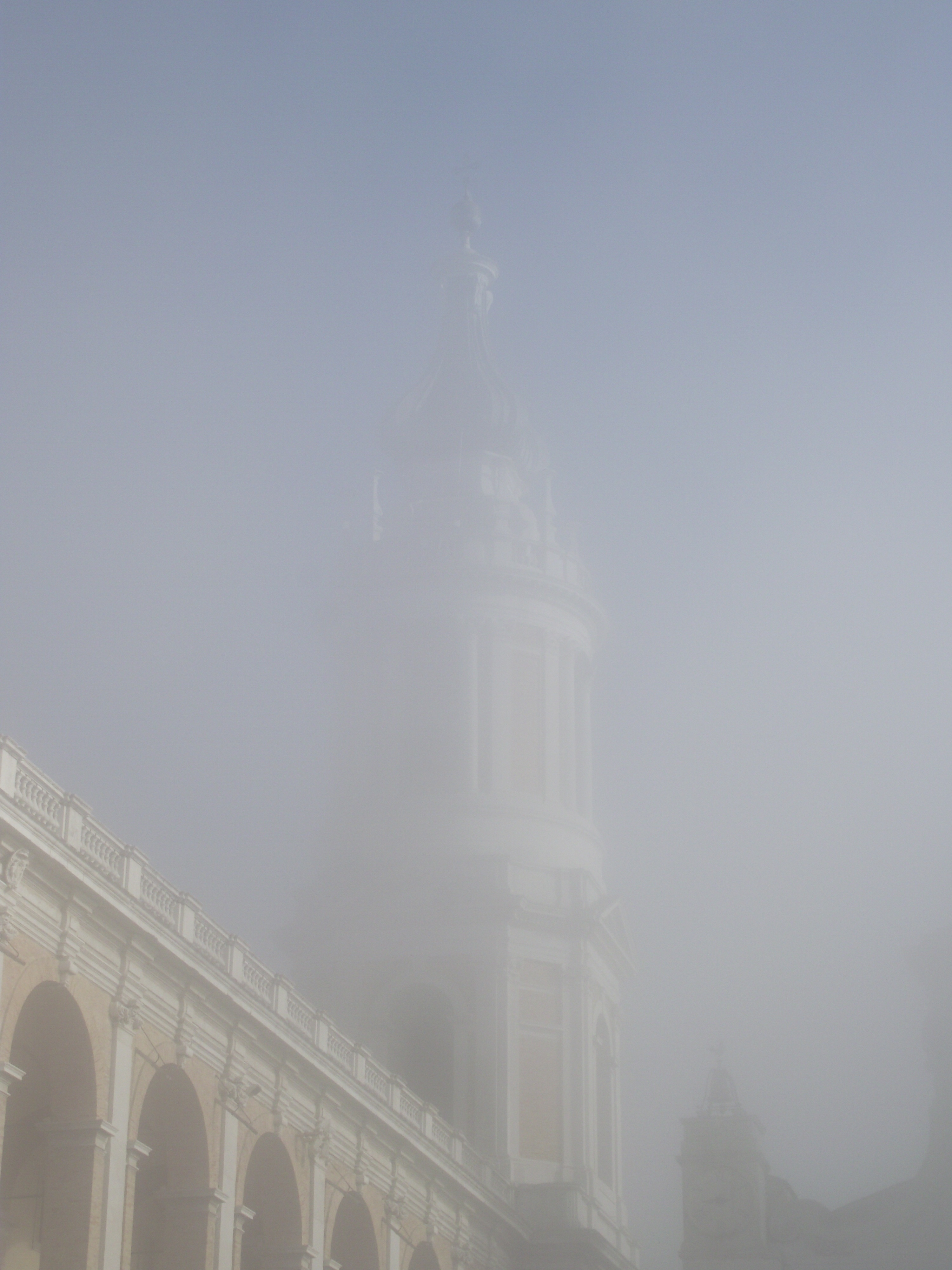
Dissolvimento della nebbia a Loreto

Le particelle solide o liquide sospese in aria (aerosol atmosferico) possono comportarsi da nuclei di condensazione per l'acqua, favorendo la formazione di nebbia. Per questo motivo, nelle aree urbane, dove le emissioni inquinanti sono maggiori, le nebbie sono più frequenti ed è considerata l'unica precipitazione gassosa. Può presentarsi in forma estesa e persistente (in pianure e conche) oppure a tratti sotto forma di banchi di nebbia in vallate; in montagna in pendio spesso si preferisce il termine nubi basse.
La nebbia inizia a formarsi quando l'umidità relativa di una massa d'aria raggiunge il 100%, ovvero quando si ha saturazione del vapore acqueo in essa contenuto. A seconda dei meccanismi con cui si raggiunge questa condizione, si parla di:
- Nebbia da irraggiamento: si forma generalmente dopo il tramonto, dopo che il suolo ha ceduto calore allo spazio tramite irraggiamento, raffreddandosi, assorbe calore dall'aria più a contatto con la superficie (generando inversione termica). La temperatura degli strati d'aria prossimi al terreno si abbassa sino a raggiungere la temperatura di rugiada permettendo la condensazione di goccioline di acqua liquida. La nebbia da irraggiamento è tipica delle notti con cielo sereno (effetto serra da parte delle nubi limitato) e vento poco intenso.

- Nebbia da avvezione: si forma quando l'aria umida passa per avvezione, movimento orizzontale dei flussi d'aria sopra il terreno freddo e viene così raffreddata. Questo fenomeno è frequente sul mare quando l'aria tropicale incontra ad alte latitudini acqua più fredda. È anche comune il caso in cui un fronte tiepido passi sopra un'area abbondantemente innevata. È comune quando c'è molta differenza tra le temperature diurne e notturne, si dissolve non appena il sole, al mattino, comincia a scaldare l'aria.

- Nebbia da umidificazione: è la forma più localizzata ed è creata dall'aria fredda che passa sull'acqua molto più calda. Il vapore acqueo entra velocemente nell'atmosfera tramite evaporazione e la condensazione ha luogo quando il vapore acqueo raggiunge la saturazione. La nebbia da umidificazione, o nebbia marina, è frequente nelle regioni polari, e intorno ai laghi più grandi e più profondi nel tardo autunno e all'inizio dell'inverno, spesso causa nebbia ghiacciata o talvolta brina.

- Nebbia frontale (o nebbia da precipitazione): si forma quando una precipitazione cade nell'aria secca dietro alla nube, le goccioline liquide evaporano in vapore acqueo. Il vapore acqueo si raffredda e al punto di rugiada condensa e forma la pioggia.

- Nebbia sopraffusa: si verifica quando le goccioline di nebbia si trovano allo stato liquido (condizione detta di sopraffusione) nonostante la temperatura dell'aria sia inferiore a 0 °C; quando vengono a contatto con una superficie, formano depositi di ghiaccio chiamati galaverna, calabrosa o ghiaccio trasparente. Ciò è frequente sulla cima di quelle montagne che sono esposte a un debole vento. È quindi equivalente alla pioggia sopraffusa, che provoca il gelicidio.

- Nebbia gelata: è quel tipo di nebbia dove le goccioline si sono congelate a mezz'aria in minuscoli cristalli di ghiaccio. Generalmente ciò richiede temperature ben al di sotto del punto di congelamento (solitamente inferiori a −30 °C, nonostante si possa avere sopraffusione fino a −40 °C) e quindi questo tipo di nebbia è comune solo nell'area e nei dintorni delle regioni artiche e antartiche. Una precipitazione di aghi di ghiaccio simile alla nebbia ghiacciata, ma che si verifica con cielo sereno e non provoca diminuzione di visibilità, si chiama polvere di diamante.

### Classificazione secondo la visibilità
La nebbia si può classificare a seconda della densità:
- Nebbia densa: visibilità inferiore a 30 metri.
- Nebbia fitta: visibilità compresa tra 30 e 50 metri.
- Nebbia spessa: visibilità compresa tra 50 e 200 metri.

## Effetti della nebbia

### Sull'ambiente
La nebbia riduce la visibilità. Sebbene alcuni mezzi di trasporto possano penetrare la nebbia orientandosi con il radar, i veicoli stradali devono viaggiare lentamente e usare più illuminazione. La nebbia localizzata è particolarmente pericolosa, poiché i guidatori possono essere colti di sorpresa. La nebbia è particolarmente rischiosa negli aeroporti, dove sono stati fatti alcuni tentativi per sviluppare metodi per aiutare la dispersione della nebbia. Tali metodi hanno ottenuto qualche successo alle temperature sotto il livello di congelamento.
Tale opacità riduce la visibilità, a distanze inferiori a pochi chilometri. La zona nella quale si sviluppa la nebbia è generalmente ben delimitata (si parla di una coltre di nebbia) a seguito dei fenomeni legati ad un fronte termico.
A seconda della sua densità, la nebbia può ridurre la visibilità a poche decine di metri, o addirittura a poche decine di centimetri. Tale riduzione della visibilità è una causa di incidenti nei trasporti.

### Sulla guida di autoveicoli

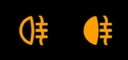
Simbologia delle luci retronebbia

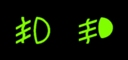
Simbologia delle luci fendinebbia

La guida degli autoveicoli nella nebbia si effettua con il ricorso a dispositivi di illuminazione supplementare, nella fattispecie a due tipologie di fanaleria:
- Fanali retronebbia, posti nella parte posteriore del veicolo, in numero di uno o più, aventi colore rosso brillante ed intenso, percepibile nella nebbia dai guidatori dei veicoli che seguono da maggior distanza rispetto alle normali luci di posizione; occorre spegnerli se si è seguiti a breve distanza da un veicolo per evitare di infastidire il guidatore che segue
- Fanali fendinebbia (anche antinebbia), atti ad aumentare l'illuminazione della strada antistante, sono posti nella parte anteriore del veicolo, con luce bianca; si trovano a ridotta altezza rispetto al piano stradale, per evitare quanto più possibile la riflessione del fascio luminoso da parte della coltre di nebbia in direzione degli occhi del guidatore.

È particolarmente sconsigliabile utilizzare le luci abbaglianti, in quanto il fascio luminoso, ampio ed orientato anche verso l'alto, si riflette sulle goccioline d'acqua che costituiscono la nebbia e crea un effetto simile ad un muro bianco, che preclude totalmente la visibilità.

## Come fonte d'acqua

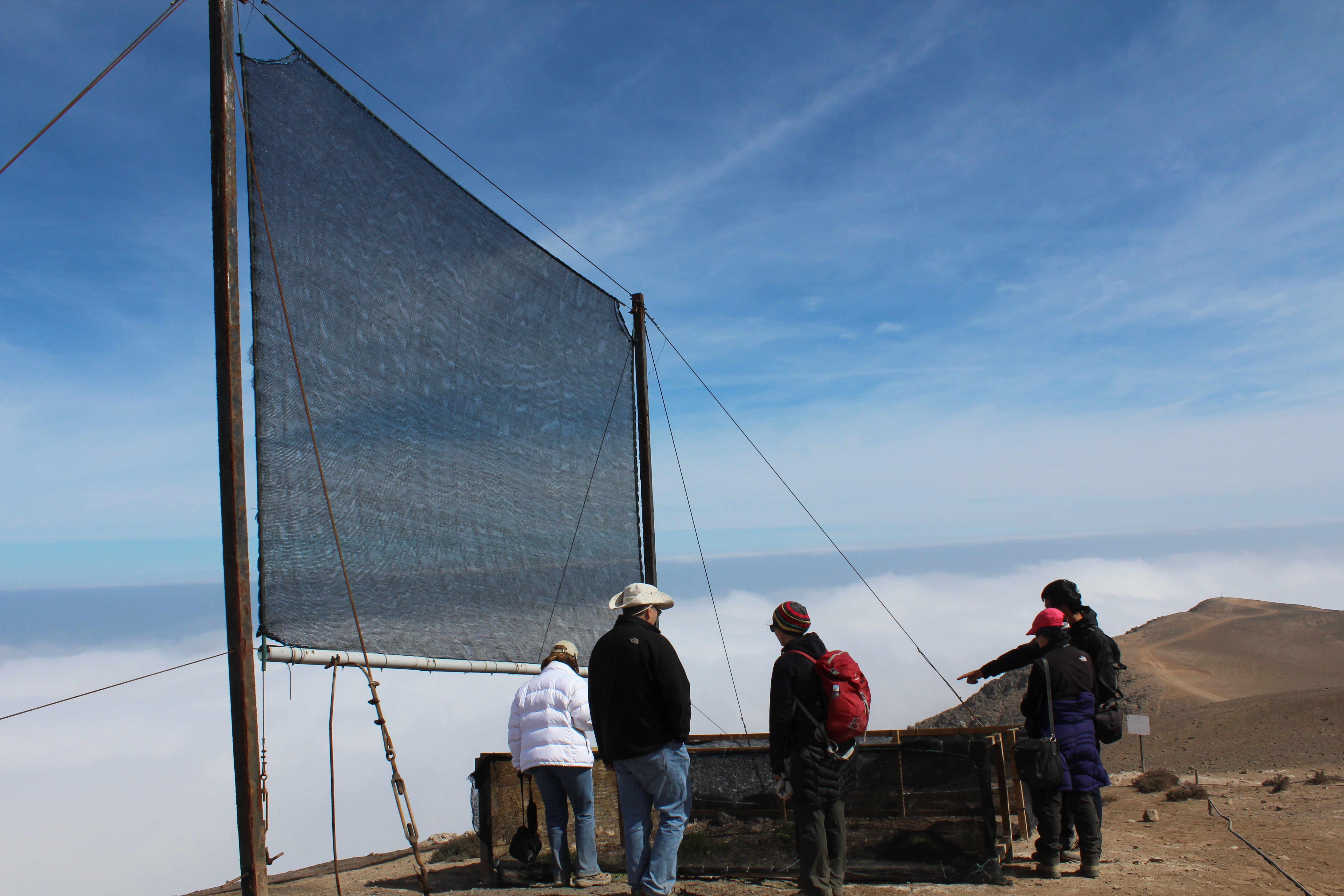
Atrapanieblas o raccolta di nebbia nell'Alto Patache, deserto di Atacama, Cile.

In epoca moderna sono state sviluppate reti "cattura nebbia" per ottenere acqua dalla nebbia in risposta a periodi di siccità.
Le foreste di sequoie in California ricevono circa il 30-40% della loro umidità dalla nebbia costiera attraverso il gocciolamento di essa. Il cambiamento dei modelli climatici potrebbe provocare una relativa siccità in queste aree. Alcuni animali, compresi gli insetti, dipendono dalla nebbia umida come principale fonte d'acqua, in particolare in climi altrimenti desertici, come lungo molte aree costiere africane. Alcune comunità costiere utilizzano reti nebbiogene per estrarre l’umidità dall’atmosfera dove il pompaggio delle acque sotterranee e la raccolta dell’acqua piovana sono insufficienti.
La nebbia può essere di diverso tipo a seconda delle condizioni climatiche.

## Nebbia artificiale

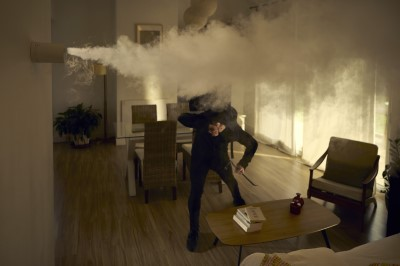
Una nebbia artificiale opacizzante attivata da remoto per spaventare i ladri.

La nebbia artificiale è una nebbia che viene solitamente creata vaporizzando un fluido a base di acqua e glicole o glicerina. Il fluido viene iniettato in un blocco metallico riscaldato ed evapora rapidamente. La pressione risultante spinge il vapore fuori da uno sfiato. A contatto con l'aria fresca esterna, il vapore si condensa in goccioline microscopiche e appare come nebbia. Tali macchine del fumo vengono utilizzate principalmente per applicazioni di intrattenimento, oppure nei sistemi anti-intrusione per limitare la visibilità all'interno di una stanza ed impedire a ladri e intrusi di perseguire le loro finalità.